# Посольство Сирії в Україні
Посольство Сирійської Арабської Республіки в Києві  — офіційне дипломатичне представництво Сирійської Арабської Республіки в Україні, відповідало за підтримку та розвиток міждержавних відносин між Сирією та Україною (2005-2018).

## Історія посольства
Сирійська Арабська Республіка визнала незалежність України 28 грудня 1991 року. 31 березня 1992 року було встановлено дипломатичні відносини між Україною та Сирійською Арабською Республікою. . 25 квітня 2005 року в Києві офіційно розпочало роботу Посольство Сирії в Україні.
У зв'язку із злочинами режиму Башара Асада проти сирійського народу, українська сторона закрила посольство України в Дамаску у 2016 році, а також в 2018 році посольство Сирії в Києві. Захист інтересів українців в Сирії здійснює Посольство України в Лівані.
30 червня 2022 року, після визнання Сирією терористичних угруповань «ЛНР» та «ДНР» окремими державами, Україна оголосила, що розриває дипломатичні відносини з Сирією, запроваджує торговельне ембарго та інші економічні санкції щодо сирійських юридичних та фізичних осіб.
Після падіння режиму Башара Асада, 30 грудня 2024 року міністр закордонних справ України Андрій Сибіга здійснив візит до Сирії, де провів переговори з керівництвом сирійської адміністрації — її лідером Ахмадом аш-Шараа, Прем'єр-міністром Мохамедом Аль-Башіром і міністром закордонних справ Асаадом Хасаном аш-Шейбані. В ході зустрічі були обговорені шляхи відновлення двосторонніх дипломатичних відносин.

## Посли Сирії в Україні
1. Сулейман Абудіяб (2005—2011) т.п.
2. Мохамед Саід Акіль (2011-2016)
3. Хассан Хаддур (2016-2018) т.п.[5]